# 塞西爾洞
塞西爾洞（英語：Cecil Cave），是南極洲的海蝕洞，位於彼得一世島西岸，處於因格里德角南部，在1927年1月由挪威探險隊發現和命名，現時由南極條約體系管理。